# Снятинська сільська рада
| Снятинська сільська рада — орган місцевого самоврядування у Дрогобицькому районі Львівської області з адміністративним центром у с. Снятинка. Історична дата утворення: в 1991 році. Водоймища на території, підпорядкованій даній раді: річка Бар. Сільській раді підпорядковані населені пункти: - с. Снятинка - с. Залужани - с. Старе Село |

## Склад ради
Рада складається з 24 депутатів та голови.

### Керівний склад ради
| ПІБ                    | Основні відомості                                                                             | Дата обрання | Дата звільнення |
| ---------------------- | --------------------------------------------------------------------------------------------- | ------------ | --------------- |
| Котик Мирон Іванович   | Сільський голова, 1949 року народження, освіта, член Всеукраїнського об'єднання «Батьківщина» | 26.03.2006   | 31.10.2010      |
| Сенів Андрій Романович | Сільський голова, 1985 року народження, освіта вища, член Української Народної Партії         | 31.10.2010   |                 |

Примітка: таблиця складена за даними джерела